# أوتو باور

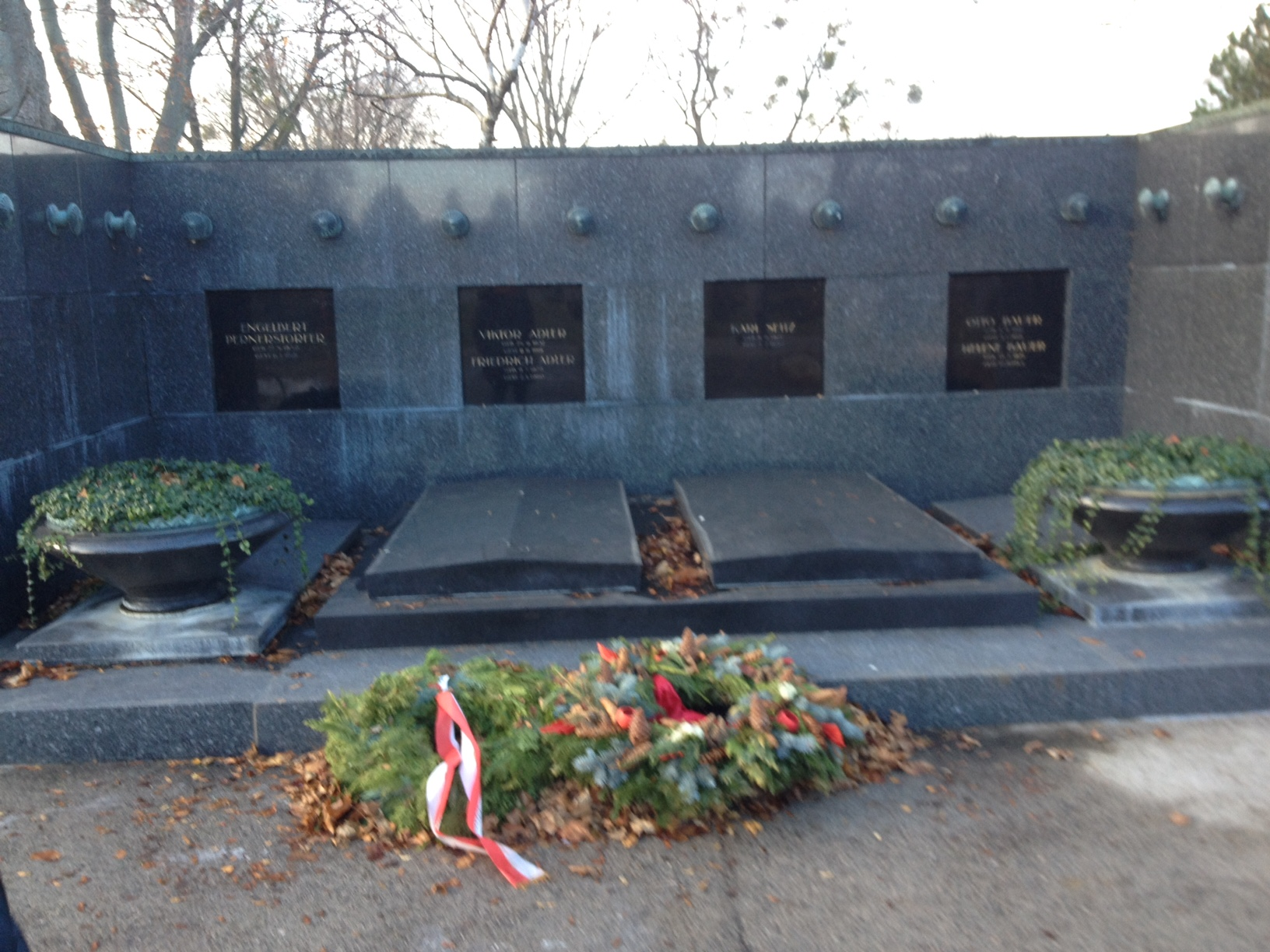
ضريح مؤسسي الاشتراكية الديمقراطية النمساوية فيكتور آدلر، أوتو باور، كارل سايتس، إنغلبرت بيرنرستورفر في مقبرة فييناالمركزية

أوتو باور (بالألمانية: Otto Bauer) (و. 5 سبتمبر 1881 - ت. 5 يوليو 1938) كان سياسياً نمساوياً، عمل وزيراً لخارجية الجمهورية الألمانية النمساوية. أسس مع فيكتور آدلر وآخرين الحزب الديمقراطي الاجتماعي النمساوي ويعد من أكبر رموز الماركسية النمساوية. لعب دورا هاما في حكومات الجمهورية النمساوية الأولى بعد الحرب. غادر النمسا بعد أحداث 1934 وصعود الفاشية النمساوية ولجأ إلى تشيكوسلوفاكيا، ومنها توجه إلى بروكسل ثم باريس. وتوفي في باريس عام 1938 ودفن في مقبرة بيرلاشيز بجور نصب قتلى كومونة باريس، ونقلت رفاته عام 1948 إلى فيينا لتدفن في مقبرتها المركزية في ضريح مؤسسي الاشتراكية مع فيكتور آدلر وكارل سايتس وإنغلبرت بينرستورفر.

## روابط خارجية
- أوتو باور على موقع الموسوعة البريطانية (الإنجليزية)
- أوتو باور على موقع إن إن دي بي (الإنجليزية)
- أوتو باور على موقع ديسكوغز (الإنجليزية)